# Manuel García Barzanallana
Manuel García Barzanallana García-Frías (Madrid, 17 d'agost de 1817 – Madrid, 29 de gener de 1892) va ser un hisendista i polític espanyol, ministre d'Hisenda durant el regnat d'Isabel II d'Espanya.

## Biografia
Fill de Juan García Barzanallana, cap de Duanes asturià, va estudiar a diverses ciutats per acabar fent Dret a la Universitat de Barcelona on acaba la carrera als 23 anys. Després d'exercir inicialment l'advocacia a Madrid, amb 27 anys ingressa en la hisenda com a oficial tercer, i en 1845 arribà sotsdirector tercer de la Direcció de Duanes.
Adscrit al Partit Moderat, ingressa al Congrés dels Diputats en 1846 per l'ajuntament de Cangas de Tineo. Tornà a ser diputat per aquest districte a les Corts de 1850 i 1851, per Alacant a les Corts de 1857, 1858 i 1863, i per Jaén en 1865.
En 1847 és cap tercer de negociat de la Secció IV del Ministeri d'Hisenda. Sis anys després, és designat director general de Comptabilitat i director general de Duanes, cessant de tots dos càrrecs en 1854. És nomenat ministre d'Hisenda per primera vegada el 12 d'octubre de 1856 ocupant el càrrec un any. El 30 de setembre de 1857 ingressa en la nova Reial Acadèmia de Ciències Morals i Polítiques. Torna a ostentar la cartera d'Hisenda al setembre de 1864, any en el qual és designat senador vitalici. És designat ministre -de nou - al juliol de 1866 on roman per un llarg any i mig, al final del qual la Reina li atorga el títol de marquès de Barzanallana.
Líder del partit durant el regnat d'Amadeu I d'Espanya, després de la restauració borbònica fou Senador per Oviedo i, més tard, per dret propi. Membre llavors del Partit Liberal Conservador, en 1875 és designat President del Consell d'Estat i va participar activament en la redacció de la Constitució Espanyola de 1876. A l'any següent serà nomenat president del Senat lloc que ocuparà durant sis anys. Va ser Cavaller del Toisó d'Or i de l'Orde de Carles III.